# Dinga (Pakistan)
Pour les articles homonymes, voir Dinga (homonymie).
Dinga ou Din Gah (en ourdou : ڈینگا) est une ville pakistanaise, située dans le district de Gujrat dans le nord de la province du Pendjab. Elle est incluse dans le tehsil de Kharian.
Dinga est située à moins de 100 kilomètres de la frontière indienne, et à seulement 27 kilomètres au nord-est de la route nationale reliant Rawalpindi à Lahore, également désignée comme la Grand Trunk Road. Elle est également logiquement très proche de Kharian, capitale du tehsil.
La population de la ville a été multipliée par plus de trois entre 1972 et 2017 selon les recensements officiels, passant de 11 687 habitants à 50 802. Entre 1998 et 2017, la croissance annuelle moyenne s'affiche à 2,1 %, un peu inférieure à la moyenne nationale de 2,4 %.
|            | 1972 (rec.) | 1981 (rec.) | 1998 (rec.) | 2017 (rec.) |
| ---------- | ----------- | ----------- | ----------- | ----------- |
| Population | 13 817      | 20 376      | 34 180      | 50 802      |